# Dolorosa Madonna
Dolorosa Madonna é uma pintura do artista espanhol Bartolomé Esteban Murillo.